# اکساینیش، علم‌علی
اکساینیش، علم‌علی (به لاتین: Akçainiş, Elmalı) یک منطقهٔ مسکونی در ترکیه است که در استان آنتالیا واقع شده‌است.